# إندا كيني

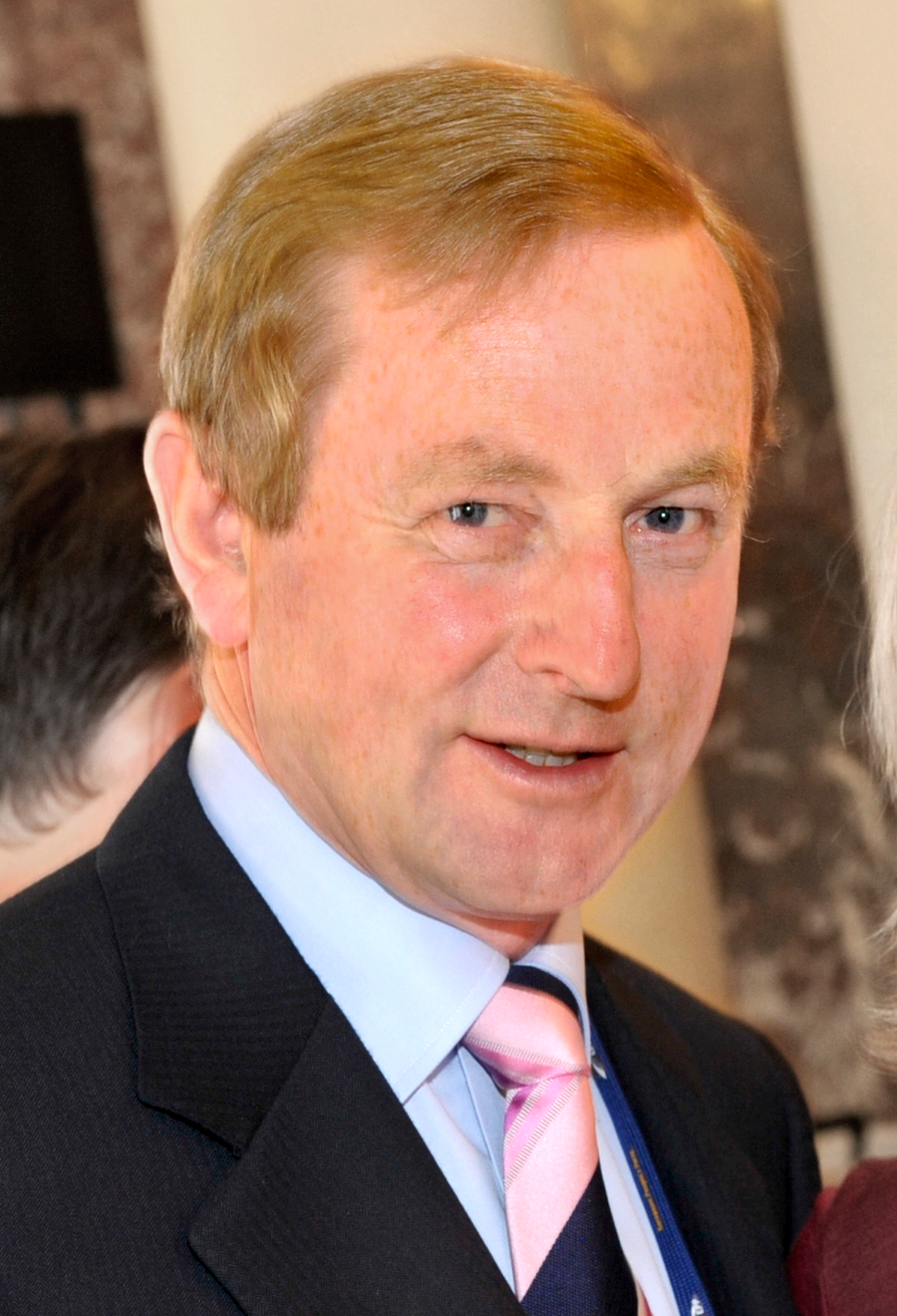
إند كيني

إندا كيني (بالإنجليزية: Enda Kenny) (من مواليد 24 أبريل 1951): سياسي أيرلندي من حزب فاين جايل، وأصبح رئيس وزراء جمهورية أيرلندا في مارس 2011. وقاد فاين جايل منذ عام 2002. وشغل منصب وزير السياحة والتجارة خلال الفترة من 1994 إلى 1997. وكان أيضا اثنين من نائبي رئيس حزب الشعب الأوروبي. دخل كيني فاين جايل في الانتخابات العامة عام 2011. وتوصل فيما بعد إلى اتفاق مع حزب العمل وشكل حكومة ائتلافية في 9 مارس 2011.

## وصلات خارجية
- إندا كيني على موقع الموسوعة البريطانية (الإنجليزية)
- إندا كيني على موقع مونزينجر (الألمانية)
- إندا كيني على موقع إن إن دي بي (الإنجليزية)

- https://web.archive.org/web/20151016235429/http://www.finegael.ie/our-people/taoiseach/enda-kenny/